# Muszkovit

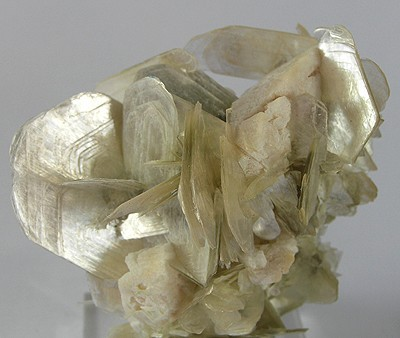
Leveles kifejlődésű muszkovit-albit kristályok

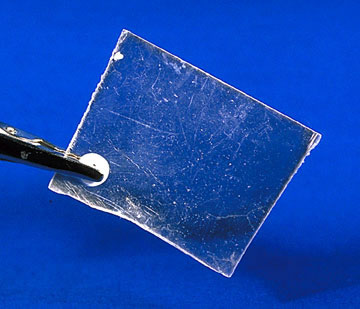
Hasított muszkovit lap.

A muszkovit (más néven csillámkő) egy kálium-alumínium hidroszilikát, azaz kálium- és alumíniumtartalmú szilikátásvány. A rétegszilikátok (filloszilikátok) közé sorolt csillámfélék egyike; monoklin rendszerben kristályosodik. Kristályai laposak: lemezesek vagy pikkelyesek. Krómtartalmú változata, a fuchsit zöldes színű, a mangántartalmú alurgit barnás. Gyakori kőzetalkotó ásvány, a pegmatitokban gyakoriak benn-nőtt kristályai. Kristályai ugyanúgy vékony lemezekre hasíthatók, mint a biotitéi. A vékony, gyöngyházfényű lemezek áttetszőek, sőt teljesen átlátszóak, ebből ered nagytáblás lemezeinek népies neve, a máriaüveg. A muszkovit elnevezés Oroszország Nyugat-Európában elterjedt Moszkovia névváltozatából keletkezett ugyanis onnan exportálták a muszkovitlapokat nyugatra.

## Keletkezése
Mélységi magmás kőzetekben elsődleges kőzetalkotó. Csillámpalákban gyakori, homokkövekben másodlagosan keletkezik.

## Előfordulása
Gyakori kőzetalkotó ásvány. Gránitban vagy egyedül vagy biotittal („kétcsillámos gránit”) fordul elő. Kis lemezkéit a víz főleg lebegtetve szállítja, ezért kevéssé aprózódik, és messzire eljut. A Duna homokjában található sok muszkovitot az Alpokból hozza a folyó.
Nagytáblás, négyzetméternyi lapjai a gránitpegmatitokban fordulnak elő Oroszország kelet-szibériai területein, Indiában (főként Bengálban), Kanada Ontario tartományában, az Amerikai Egyesült Államok Dél-Dakota és New Hampshire államaiban, Brazíliában fordulnak elő. Szlovákiában Rozsnyón, Romániában Macskamezőn (Masca) bányászták.
Magyarországon hasznosítható csillámelőfordulás nincs. Sopron térségében (Soproni Kristályospala Komplexum) apró muszkovitkristályokkal bőven hintett szericitpalák fordulnak elő. Ezek egy részében a muszkovit  metaszomatikusan leuchtenbergitté alakult; az ilyen kőzet a leukofillit. A Velencei-hegységben biotitból keletkezett, centiméteres kristályait találhatjuk. Rakacához közel karbonátos alapkőzetben albittal összenőtt (agyagásványokból átalakult) kristályait találták meg.

## Felhasználása
Kiváló szigetelő és hőálló tulajdonságai miatt elektromos készülékek gyártásánál nagy mennyiségben használták. Népszerű felhasználási területe volt kályhák és kandallók „ablakaként”. Gázkonvektoroknál ma is használt.